# Joni Nyman
Joni Kalevi Nyman (* 5. September 1962 in Pori) ist ein ehemaliger finnischer Boxer. Er war unter anderem Teilnehmer der Olympischen Spiele 1984 (Platz 3) und 1988 (Platz 5).

## Amateurkarriere
Sein größter Erfolg im Nachwuchsbereich war der Gewinn einer Bronzemedaille im Leichtgewicht bei der Junioren-Europameisterschaft 1980 in Rimini, nachdem er im Halbfinale gegen Wassili Schischow ausgeschieden war.
Bei den Erwachsenen trainierte Nyman im Club Porin NMKY und gewann sechs finnische Meistertitel in drei Gewichtsklassen; 1980 im Leichtgewicht, 1981 und 1982 im Halbweltergewicht, sowie 1984, 1986 und 1988 im Weltergewicht. Zudem gewann er 1986 im Weltergewicht die Nordeuropäischen Meisterschaften in Helsinki, sowie 1983 und 1986 auch das internationale Tammer-Turnier in Finnland.
Bei der Europameisterschaft 1981 in Tampere unterlag er in der Vorrunde gegen Wassili Schischow und startete bei der Weltmeisterschaft 1982 in München, wo er mit Siegen gegen Nergüin Enchbat und Michael Kopzog das Viertelfinale erreichte, wo er gegen Mirko Puzović ausschied. Bei den Olympischen Spielen 1984 in Los Angeles gewann er dann eine Bronzemedaille im Weltergewicht. Durch Siege gegen Georges-Claude Ngangue, Kieran Joyce und Dwight Frazier hatte er das Halbfinale erreicht, wo er knapp mit 2:3 gegen An Young-su verloren hatte.
1985 nahm er an der Europameisterschaft in Budapest teil und erreichte gegen Tibor Molnár, Rudel Obreja und Dragan Vasiljević das Finale des Weltergewichts, welches er gegen Israjel Hakobkochjan verlor. 1988 war er noch Teilnehmer der Olympischen Spiele in Seoul. Er siegte gegen Manuel Sobral, Sören Antman und Dimus Chisala, ehe er im Viertelfinale gegen Kenneth Gould ausschied.

## Profikarriere
Nyman boxte von November 1988 bis April 1998 in Finnland als Profi und bestritt 21 Kämpfe mit 14 Siegen, 6 Niederlagen und einem Unentschieden. Beim Kampf um die Finnische Meisterschaft im Weltergewicht verlor er am 19. August 1991 gegen Jan Nyholm. Nach fast siebenjähriger Kampfpause bestritt er am 4. April 2005 im Alter von 42 Jahren einen letzten Kampf und siegte gegen Petr Rykala.